# Pollice cubo
Il pollice cubo, in inglese cubic inch (plurale: cubic inches), è un'unità di misura di volume ed è, per definizione, il volume racchiuso da un cubo avente gli spigoli lunghi un pollice.
Il pollice cubo non fa parte del sistema SI, ma è tuttora ampiamente utilizzato nei paesi di cultura anglosassone, come Regno Unito e Stati Uniti d'America.
Benché preferibilmente espresso con il simbolo in³, viene spesso abbreviato con una serie di sigle diverse:
- cubic in
- cu inches, cu inch, cu in
- inches/-3, inch/-3, in/-3
- inches^3, inch^3, in^3
- inches³ ,inch³
- c.i., CI
- c.i.d., cid, CID (per misure di cilindrata nei motori a combustione interna).

Un pollice cubo è equivalente a:
- 0,000 578 703 703 703 piedi cubi (1 piede cubo (ft³) equivale a 1 728 pollici cubi (in³))
- circa a 0,554 112 552 U.S. once liquide
- circa a 0,069 264 069 U.S. cup
- circa a 0,000 465 025 413 U.S. bushel
- circa a 0,004 329 galloni americani (1 gallone americano equivale esattamente a 231 pollici cubi (3 in × 7 in × 11 in))
- circa 0,00010307 barili (1 barile equivale a 42 galloni americani o, or 9702 pollici cubi)
- esattamente a 0,016 387 064 litri (1 litro equivale a circa 61 pollici cubi [esattamente 61,023 744 1 in³])
- esattamente a 16,387 064 millilitri o centimetri cubi (cm³) (circa 0,061 pollici cubi)
- esattamente a 0,000 016 387 064 metri cubi (m³) (1 m³ equivale a circa 61 023,75 pollici cubi)